# Elba
Elba (wł. Isola d'Elba) – trzecia co do wielkości włoska wyspa, położona na Morzu Tyrreńskim, między Półwyspem Apenińskim a Korsyką. Największa z Archipelagu Wysp Toskańskich. Jest zamieszkana przez 31 592 mieszkańców (dane z 2019).
Wyspa ma starszą historię od starożytnego Rzymu. Należała do Etrusków, Kartagińczyków, Rzymian. Po X wieku władała nią Piza, Piombino (w XVI w. niezależne państwo), Florencja, Hiszpania, Królestwo Neapolu, Królestwo Etrurii, od początku XIX wieku Francja. Już w VI wieku p.n.e. na wschodnim wybrzeżu (obecna miejscowość Cape Colomita) wydobywano rudę żelaza (kopalnię tę zamknięto dopiero w 1984).
3 maja 1814 na Elbę zesłany został Napoleon Bonaparte, który przebywał na wyspie do lutego 1815 wraz z resztkami swoich oddziałów – 600 żołnierzami Gwardii Cesarskiej (w jej skład wchodziły batalion grenadierów i szwadron polskich lansjerów). Oddziały te stały się zalążkiem nowej armii napoleońskiej. W czasie swojego pobytu Napoleon fundował nowe budowle, drogi i wodociągi, zmienił flagę i zreformował miejscowe podatki, zostawiając po sobie opinię dobrego gospodarza.
Elba jest częścią prowincji Livorno w regionie toskańskim, podzielona na osiem gmin: Portoferraio, Campo nell’Elba, Capoliveri, Marciana (najstarsza miejscowość na wyspie, z ruinami dawnego grodu), Marciana Marina, Porto Azzurro, Rio Marina i Rio nell’Elba.
Od portu Piombino we Włoszech oddziela ją cieśnina o tej samej nazwie, o szerokości 12 km. Wyspa ma 223 km² (długość: 29 km, szerokość: 18 km). Najwyższy szczyt to Monte Capanne (1019 m n.p.m.; kolejka gondolowa).

## Galeria

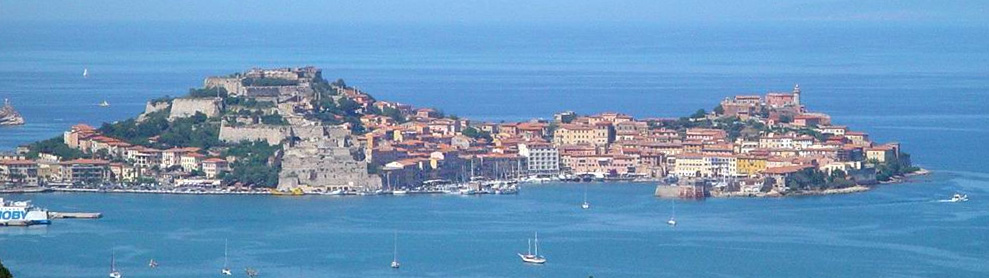
Stolica Elby Portoferraio
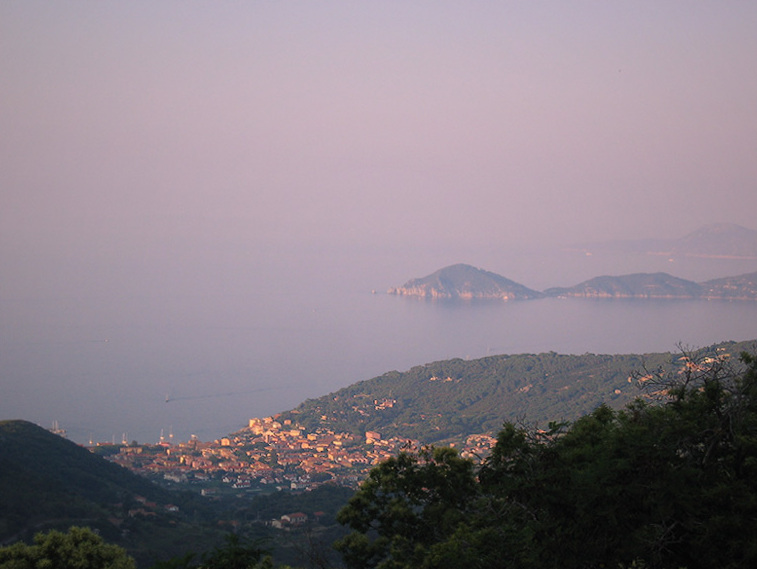
Marciana Marina
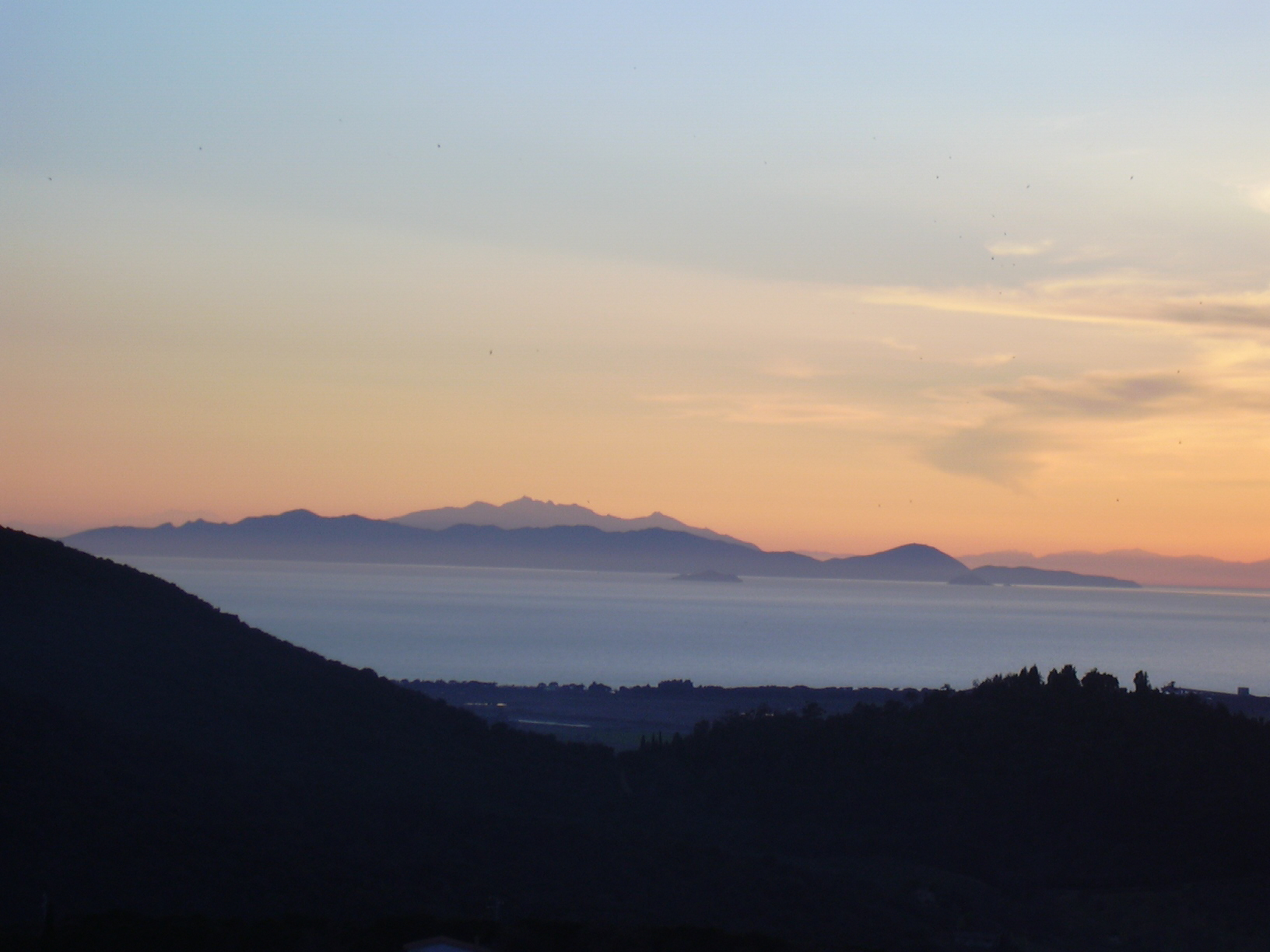
Widok na Korsykę